# 蘇菲淺
蘇菲淺（英文名：Su Fei Qian，1998年3月27日—），中國自由式轮滑選手。得名於2009年上海世界輪滑錦標賽青年女子組花式繞樁冠軍，因此入選中國輪滑國家隊。

## 曾獲獎項
- 2007年四川省學生輪滑大賽冠軍
- 2008年四川省輪滑賽平地花式女子少兒組冠軍
- 2008年新加坡世界輪滑錦標賽(WFSC)女子組對抗賽和女子組花式繞樁兩項季軍
- 2009年甘肅酒泉 第三屆全國自由式輪滑大賽暨世錦賽選拔賽青年女子花式繞樁亞軍
- 2009年上海世界輪滑錦標賽(WSSA)青年女子組花式繞樁冠軍
- 2010年山東膠南 第四屆全國自由式輪滑大賽暨世錦賽選拔賽青年女子花式繞樁冠軍
- 2010年台灣高雄 第十四屆亞洲自由式輪滑錦標賽青年女子花式繞樁冠軍
- 2010年海寧 國際公開賽女子花式繞樁冠軍、女子對抗賽冠軍
- 2010年韩国春川 邀请赛(WSC)女子花式绕桩季軍
- 2010年韓國全州 世界輪滑錦標賽女子花式繞樁冠軍
- 2011年第五屆全國自由式輪滑錦標賽暨世錦賽選拔賽(China Championships)女子對抗賽冠軍、青年女子花式繞樁冠軍
- 2011年北京燕莎國際大師賽(Masters Beijing)女子對抗賽冠軍
- 2011年上海世界盃輪滑大獎賽(Shanghai Grand Prix)女子對抗賽和女子花式繞樁兩項冠軍
- 2011年德國Geisingen第5屆自由式輪滑世界錦標賽女子對抗賽冠軍
- 2012年北京大師賽女子冠軍
- 2012年江苏海安 第六屆全國自由式輪滑錦標賽暨世錦賽選拔賽女子對抗賽和成人女子花式繞樁兩項冠軍
- 2012年浙江麗水世界自由式輪滑錦標賽(WFSC)成年女子組花式繞樁冠軍、女子花式對抗賽冠軍、雙人花式繞樁亞軍
- 2012年第15屆亞洲輪滑錦標賽自由式輪滑成女花樁冠軍、女子對抗賽冠軍
- 2013年上海 黃浦輪滑館 2013第三屆全國自由式輪滑錦標賽 成年女子花樁冠軍
- 2013年第七屆全國自由式輪滑錦標賽暨世錦賽選拔賽女子對抗賽冠軍、女子花式繞樁冠軍、女子速度過樁冠軍
- 2013年上海世界公開賽(SSO)花式繞樁成年女子冠軍、女子Battle冠軍
- 2013年麗水AIC成女花樁冠軍、女子Battle亞軍
- 2013年台北世錦賽 女子battle冠軍及成年女子花樁冠軍
- 2014年全國自由式輪滑錦標賽 成女花樁冠軍
- 2014年2014 SSO 成女花樁冠軍
- 2014年浙江海寧The 16th Asian Roller Skating Championship 2014 Classic Slalom Senior Women 冠軍、女子Battle冠军
- 2014年巴黎自由式轮滑世锦赛女子花式繞樁亞軍

## 外部連結
- 蘇菲淺的微博